# Fernsehturm Shenyang
Der Fernsehturm von Shenyang (auch: Liaoning Radio- und Fernsehturm, chin.: 辽宁广播电视塔) ist ein 305,5 Meter hoher Fernsehturm. Das 1989 erbaute Gebäude in Shenyang ist das höchste der Stadt.

## Geschichte
Baubeginn des Fernsehturms war am 8. August 1984; im September 1989 konnte er seiner Bestimmung übergeben werden. 1995 erklärte die Provinzregierung den Turm zu den zehn bedeutendsten.

## Beschreibung
Die Gründung des Fundaments erfolgte in 10 Metern Tiefe.
Mittels zweier Aufzüge erreicht man in einer Geschwindigkeit von 4,5 m/s einen dreistöckigen Turmkorb mit Aussichtsplattform und zwei Restaurants in den unteren zwei Ebenen und  benötigt damit circa 30 Sekunden für die 196 Meter. Die Aufzüge haben eine Kapazität von 26 Personen. Darüber hinaus hat der Turm einen weiteren Transportaufzug.
Die mittlere Ebene befindet sich in einer Höhe von 196 Metern. Über eine Treppe gelangt man auf die oberste Aussichtsplattform, welche eine Freiluftplattform ist. Die Bauform des Turmkorbs mit einem Durchmesser von 43,8 Metern erinnert an den Europaturm in Frankfurt am Main. Die Schaftbreite unterhalb des Turmkorbs beträgt 9,5 Meter. Der Turm verfügt über einen 330 Kubikmeter fassenden Wassertank.
Der 100,5 Meter hohe Antennenträger beherbergt 23 Sendeeinheiten.

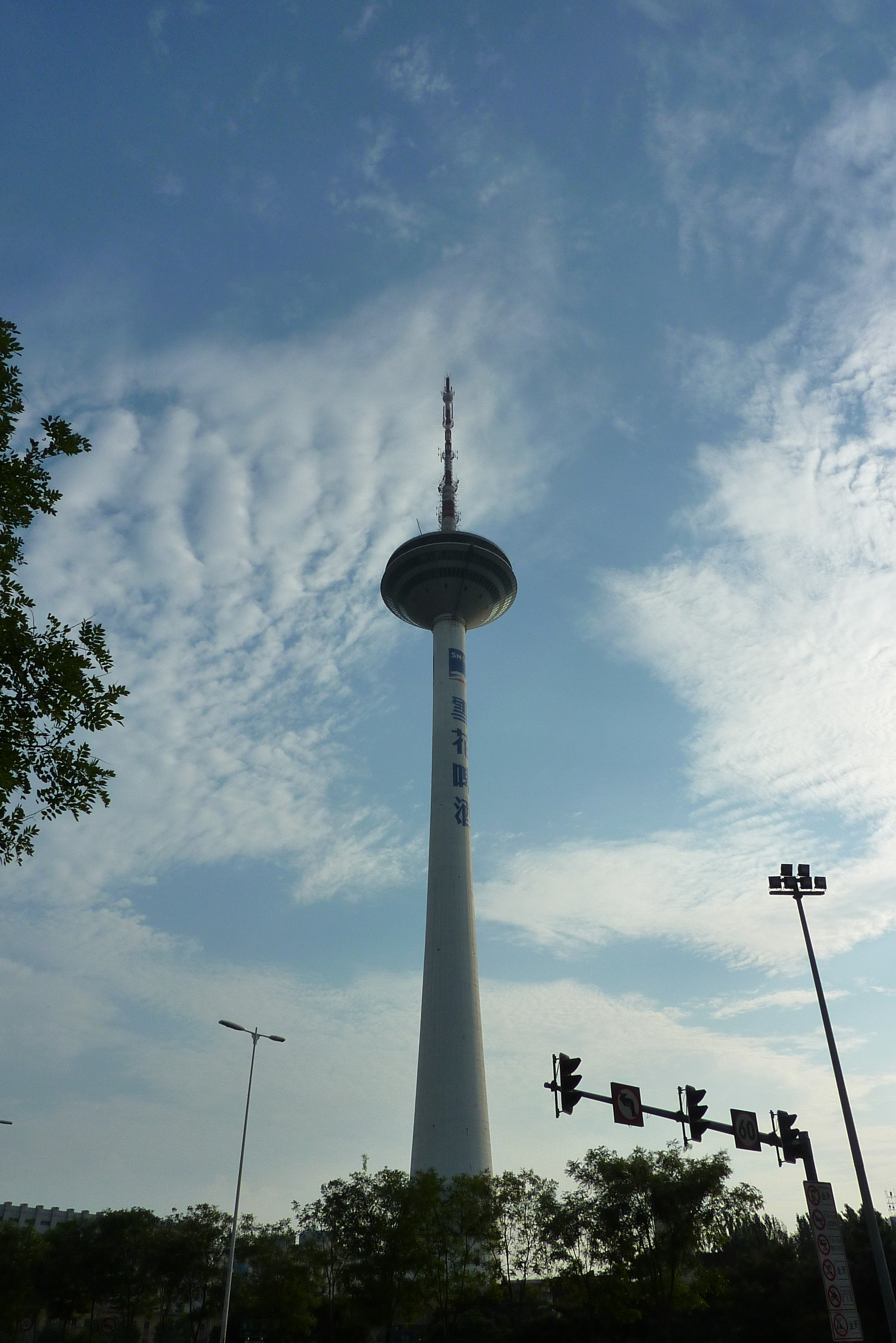
Blick von unten
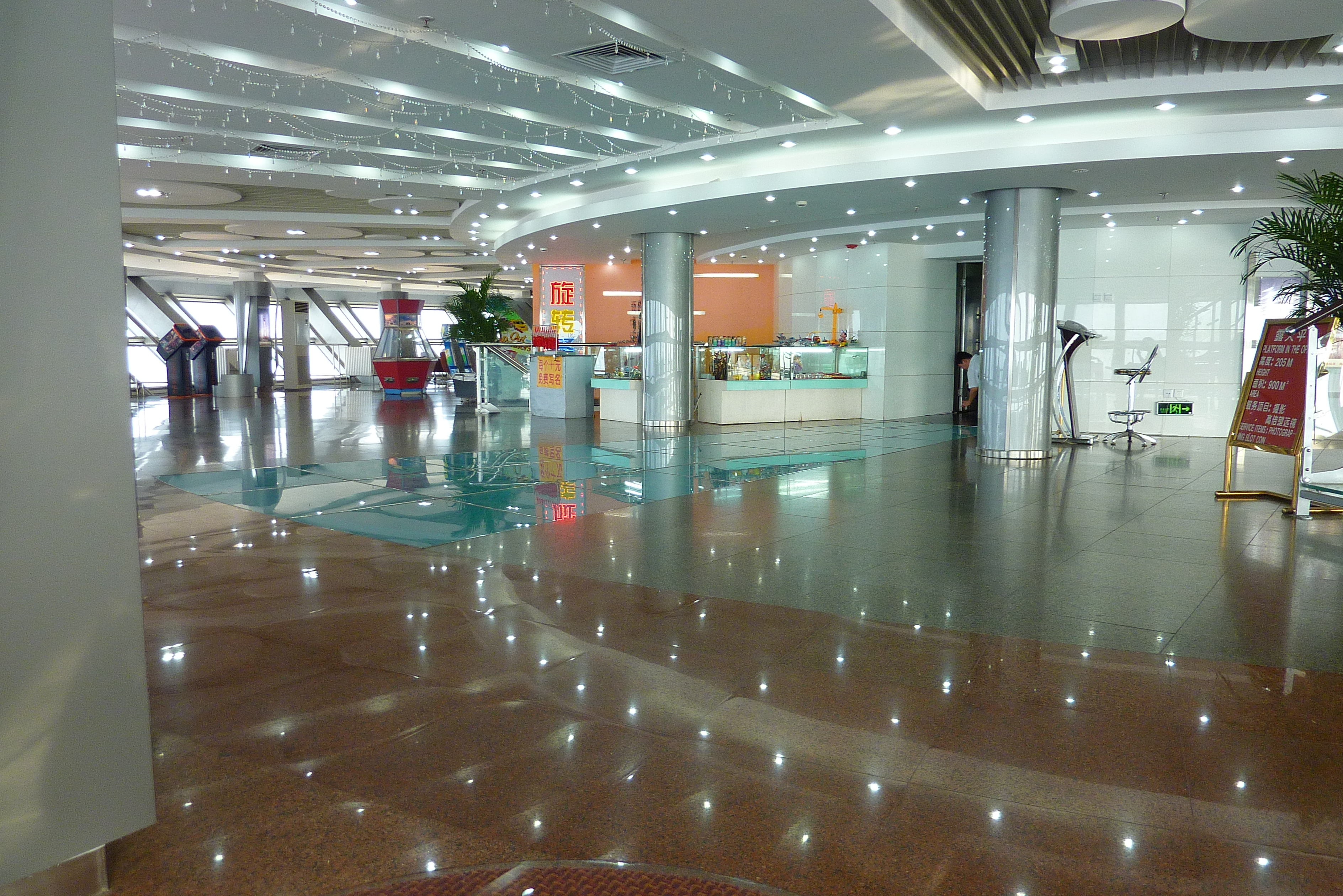
Mittlere Aussichtsplattform
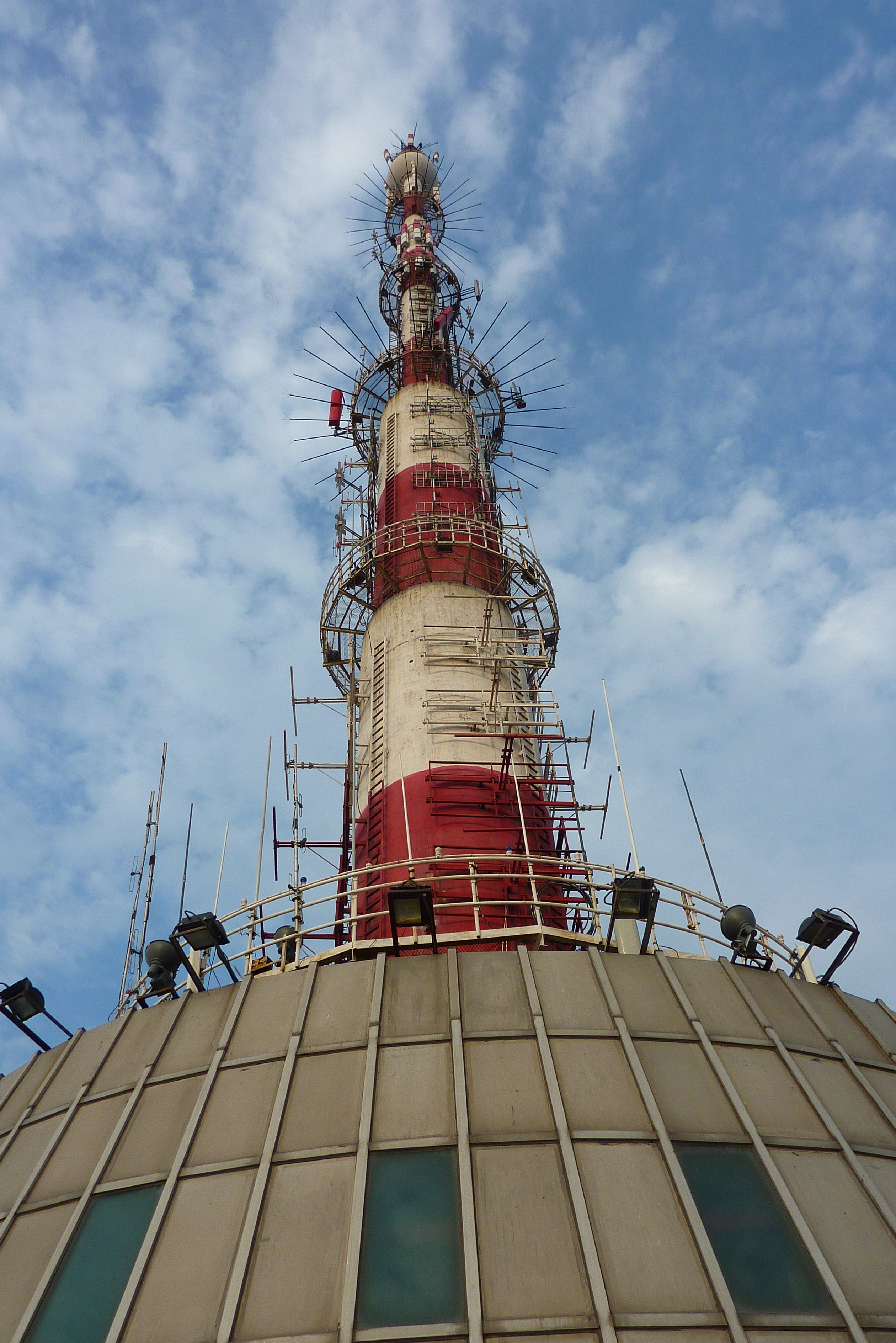
Blick auf die Antennen